# Montura Canon FL
La Montura Canon FL es un estándar de montura de objetivo para cámaras reflex de 35mm de Canon. Fue introducido en abril de 1964 con la cámara Canon FX, reemplazando la anterior montura Canon R. A su vez fue reemplazada en 1971 por la montura Canon FD. Los objetivos FL también pueden ser utilizados en cámaras con montura FD.

## Cámaras FL

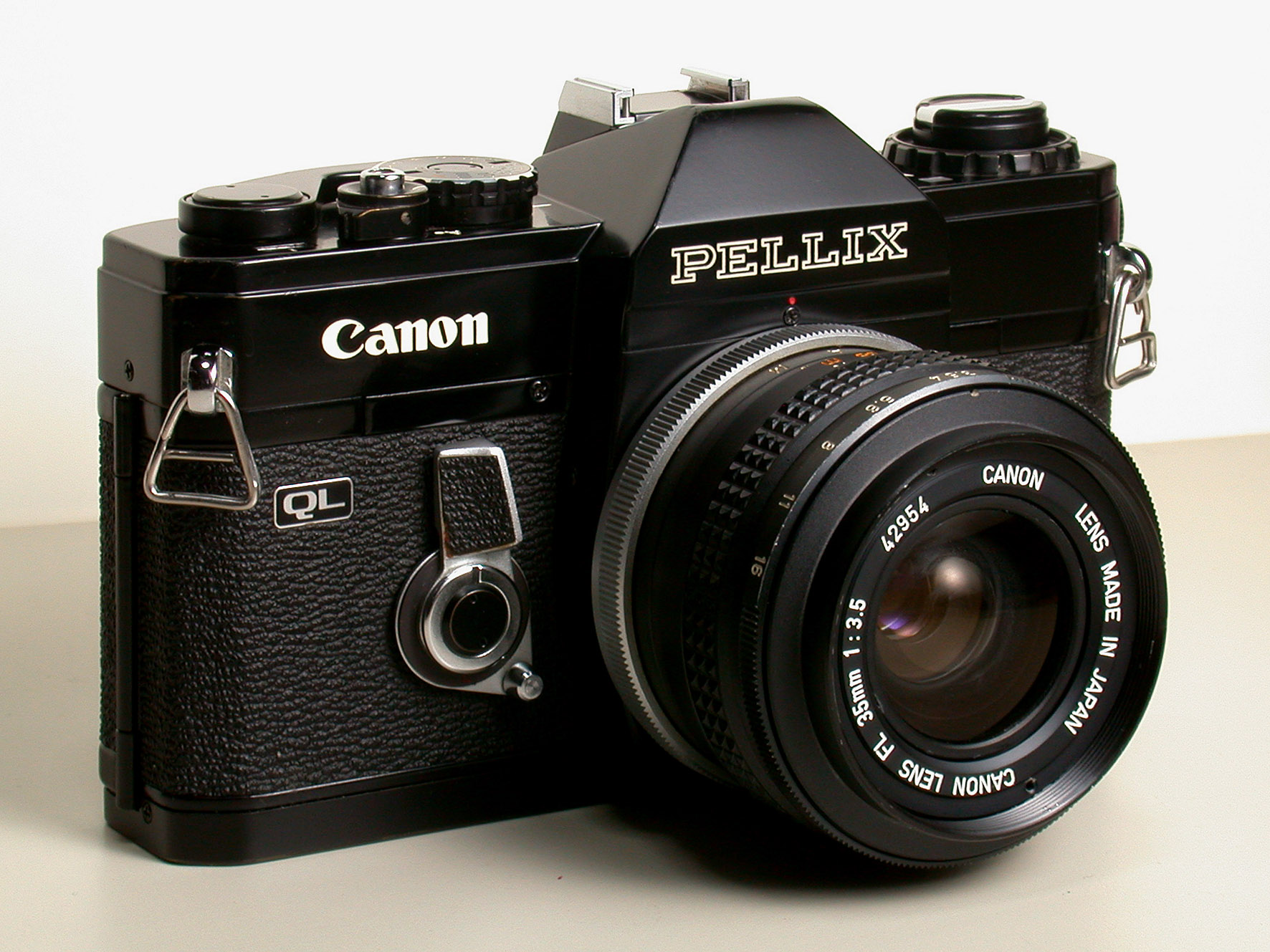
Canon Pellix

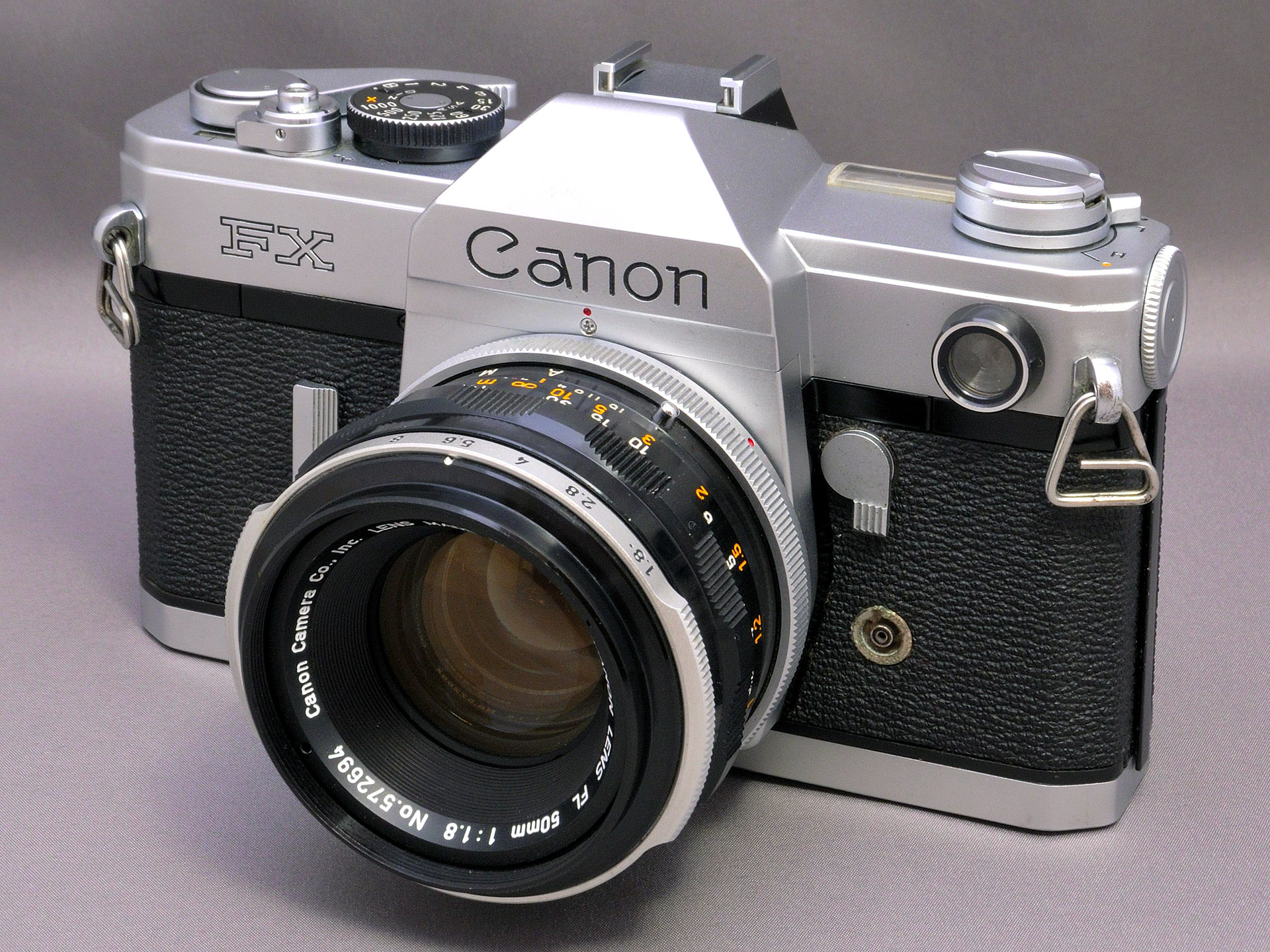
Canon FX con objetivo FL 50mm f/1.8

- Canon FX (1964)
- Canon FP (1964)
- Canon Pellix (1965)
- Canon FT QL (1966)
- Canon Pellix QL (1966)
- Canon TL (1968)

## Objetivos FL

### Zoom
| Distancia focal | Gama de apertura | Macro |
| --------------- | ---------------- | ----- |
| 55-135mm        | 3.5              | No    |
| 85-300mm        | 5                | No    |
| 100-200mm       | 5.6              | No    |

### Gran angular
| Distancia focal | Gama de apertura | Macro |
| --------------- | ---------------- | ----- |
| 19mm            | 3.5              | No    |
| 19mm R          | 3.5              | No    |
| 28mm            | 3.5              | No    |
| 35mm            | 2.5              | No    |
| 35mm            | 3.5              | No    |
| P 38mm          | 2.8              | No    |

### Normal

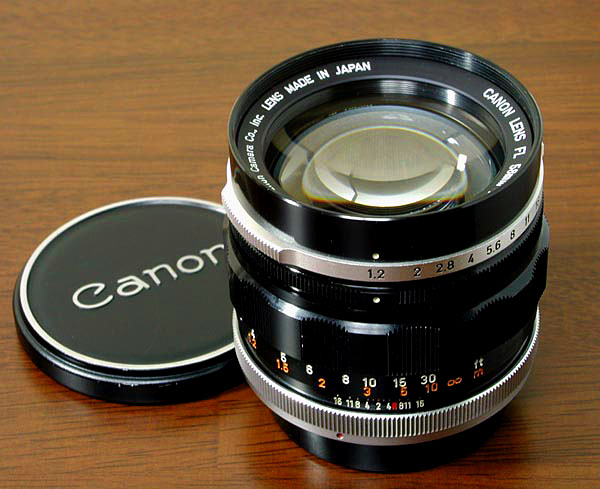
FL 58mm f/1.2

| Distancia focal | Gama de apertura | Macro |
| --------------- | ---------------- | ----- |
| 50mm            | 1.4              | No    |
| 50mm            | 1.4 yo           | No    |
| 50mm            | 1.4 II           | No    |
| 50mm            | 1.8 yo           | No    |
| 50mm            | 1.8 II           | No    |
| 50mm            | 3.5              | Sí    |
| 55mm            | 1.2              | No    |
| 58mm yo         | 1.2              | No    |
| 58mm II         | 1.2              | No    |

### Teleobjetivo

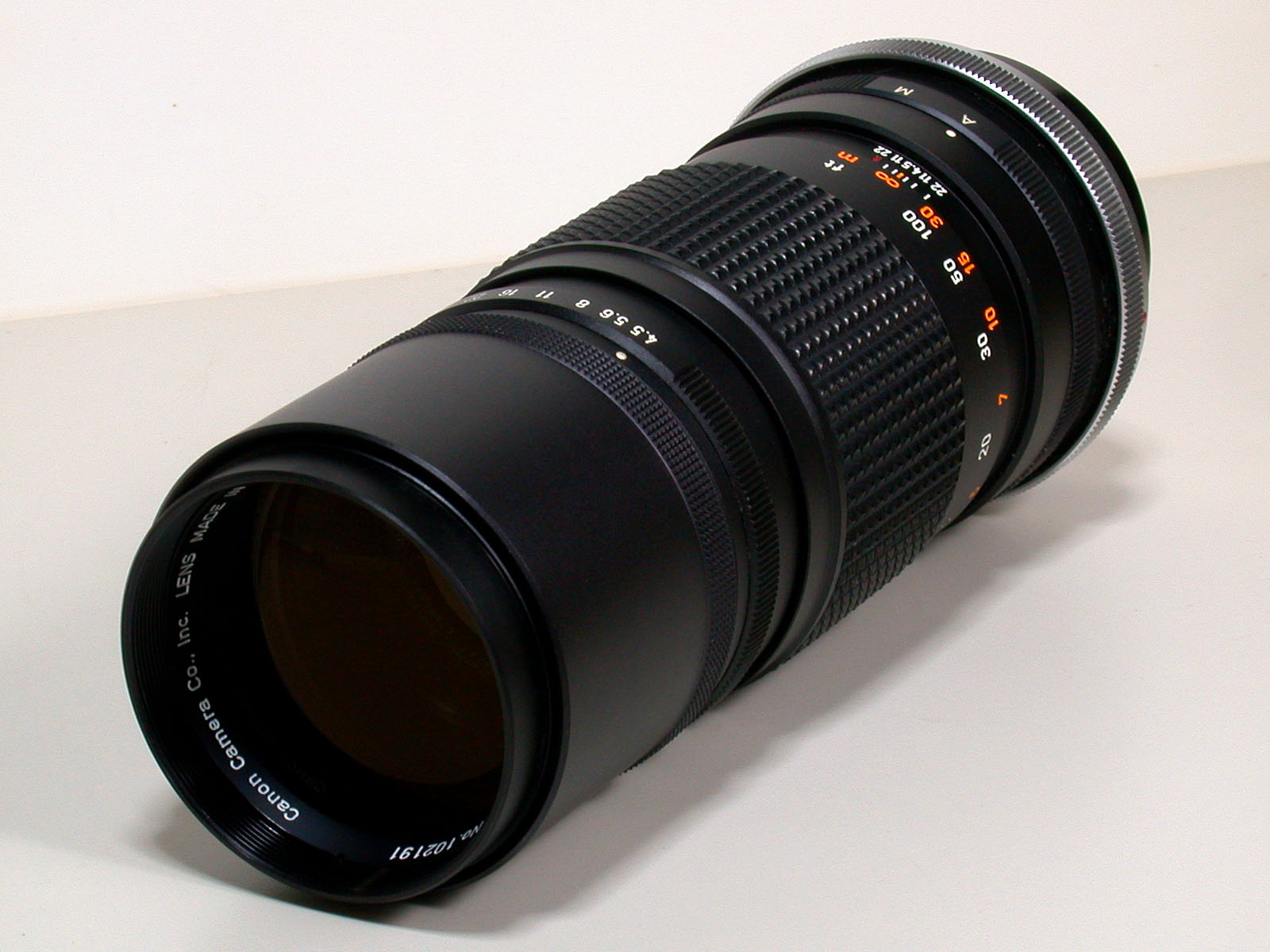
FL 200mm f/4.5

| Distancia focal | Gama de apertura | Macro | Super Spectra Recubrimiento (SSC) |
| --------------- | ---------------- | ----- | --------------------------------- |
| 85mm            | 1.8              | No    | No                                |
| 100mm           | 3.5              | No    | No                                |
| M 100mm         | 4                | Sí    | No                                |
| 135mm           | 2.5              | No    | No                                |
| 135mm           | 3.5              | No    | No                                |
| 200mm           | 3.5 yo           | No    | No                                |
| 200mm           | 3.5 II           | No    | No                                |
| 200mm           | 4.5              | No    | No                                |
| 300mm           | 2.8              | No    | Sí                                |
| 300mm           | 5.6              | No    | No                                |
| 400mm           | 5.6              | No    | No                                |
| 500mm           | 5.6              | No    | No                                |
| 600mm           | 5.6              | No    | No                                |
| 800mm           | 8                | No    | No                                |
| 1200mm          | 11               | No    | No                                |

### Canon
- Canon (compañía)
- Canon EOS
- Montura Canon FD

### Reflex de un objetivo
- Cámara réflex de único objetivo
- Cámara réflex digital
- 135 película